# Setabis staudingeri
Setabis staudingeri is een vlindersoort uit de familie van de prachtvlinders (Riodinidae), onderfamilie Riodininae.
Setabis staudingeri werd in 1925 beschreven door Stichel.